# Canis lupus hodophilax
Canis lupus hodophilax is een ondersoort van de wolf (Canis lupus) die sinds 1905 uitgestorven is verklaard. Samen met Canis lupus hattai, uitgestorven sinds 1889, wordt deze ondersoort ook wel Japanse wolf genoemd.
Het voedsel van de wolf bestond voornamelijk uit kleine dieren.
Beide soorten vertoonden eilanddwerggroei, wat inhoudt dat door de beperkte ruimte en beschikbaarheid aan voedsel de gemiddelde grootte van de soort afneemt. Canis lupus hodophilax was echter kleiner dan Canis lupus hattai.
Hoewel de Canis lupus hodophilax nu uitgestorven is verklaard, zeggen verschillende ooggetuigen hem nog tot op de dag van vandaag te zien.